# Centaurea hierapolitana
Centaurea hierapolitana — вид рослин роду волошка (Centaurea), з родини айстрових (Asteraceae).

## Опис рослини
Це однорічна рослина з коротким первинним стеблом, рясно розгалуженим, до 25 см, запушена. Нижні листки ліроподібно-перисті, середні і верхні довгасті до ланцетоподібні, верхні огортають кластер філаріїв. Кластер філаріїв (приквіток) 10–13 × 5–6 мм; придатки великі, майже приховують базальні частини філаріїв, майже круглі, з напівпрозорим краєм і твердішою світло-коричневою центральною частиною. Квітки трояндово-пурпурні, центральні майже білі. Сім'янки 2–2.5 мм; папуси 2–3 мм. Період цвітіння: травень — червень.

## Середовище проживання
Ендемік Туреччини (Анатолія). Населяє степ, сухі береги, вологий пісок, придорожні насипи, на висотах 300–840 метрів.